# Rusyfikacja

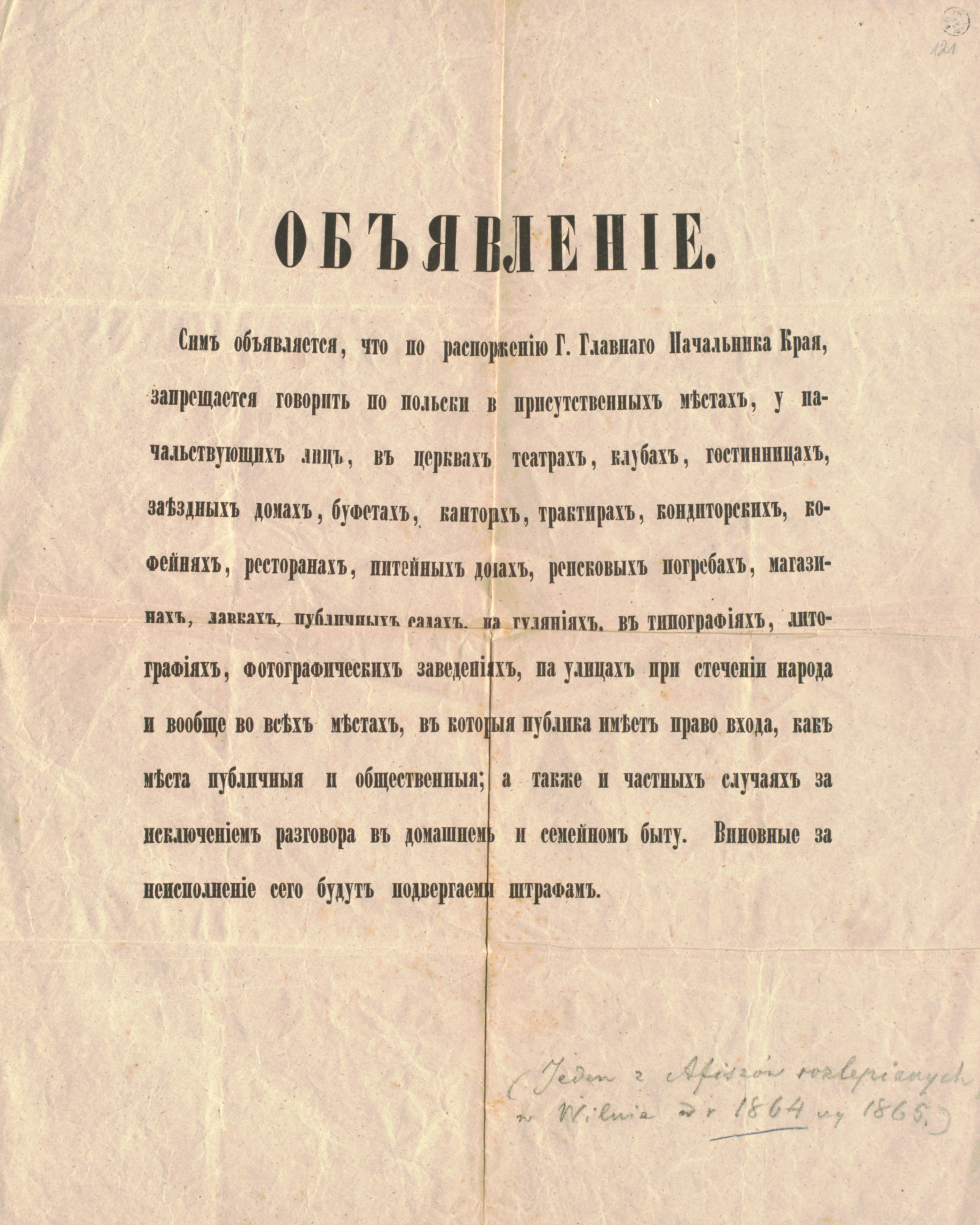
Obwieszczenie o zakazie mówienia po polsku, 1868

Rusyfikacja – proces dobrowolnego lub przymusowego przyswajania języka rosyjskiego i kultury rosyjskiej przez osoby lub zbiorowości funkcjonujące wcześniej w ramach innych kultur.

## Historia
Od średniowiecza rusyfikacja stanowiła naturalny (tj. niebędący konsekwencją nacisków administracyjnych) proces, jakiemu podlegały m.in. plemiona ugrofińskie, podbite przez Rusinów (np. Mieszczeranie i Muromcy).
Od końca XVIII wieku władze rosyjskie (analogicznie jak władze wielu ówczesnych europejskich państw), rozpoczęły proces wynarodowiania mniejszości narodowych zamieszkujących Imperium Rosyjskie, wykorzystując do tego celu różne formy przymusu administracyjnego oraz system oświaty. Rusyfikacja była nasilona szczególnie na obszarach, zamieszkanych przez narody, które uznawane były za potencjalnie buntownicze, lub dążące do oderwania się od Rosji.
W celu rusyfikacji narodu poddawanego temu procesowi, ograniczano (lub wręcz uniemożliwiano) naukę w języku ojczystym, a także wprowadzano obowiązek załatwiania spraw urzędowych wyłącznie w języku rosyjskim. Ponadto częste było przesiedlanie osób uznawanych za zagrożenie dla władzy na obszary etniczne rosyjskie lub na Syberię, przy jednoczesnym propagowaniu rosyjskiego osadnictwa na danym obszarze.

## Rusyfikacja w ZSRR
W początkowym okresie istnienia Związku Radzieckiego, jako odróżnienie od ciemiężącego mniejszości narodowe caratu, wprowadzono politykę korienizacji (tj. powrotu do korzeni), w ramach której mniejszości narodowe otrzymywały większy lub mniejszy zakres autonomii (kulturowej i językowej), począwszy od własnego okręgu narodowościowego (a czasem nawet rejonu narodowościowego – np. Polski Rejon Narodowy im. Feliksa Dzierżyńskiego), przez obwód autonomiczny i republikę autonomiczną, aż po republikę związkową.
Od ok. 1940 nastąpiła zasadnicza zmiana polityki w odniesieniu do mniejszości narodowych, które zaczęto postrzegać (niekiedy słusznie) jako potencjalne zagrożenie dla jedności państwa i zaczęto ponownie stosować politykę rusyfikacji (przynajmniej na poziomie języka, gdyż propagowana przez ZSRR kultura tylko w ograniczonym zakresie była zbieżna z kulturą rosyjską, opartą m.in. na prawosławiu). Jakkolwiek autonomiczne jednostki podziału polityczno-administracyjnego zostały zachowane (a czasem wręcz wzrastała ich ranga, np. ze statusu obwodu autonomicznego do rangi republiki), rusyfikacja przejawiała się m.in. w oświacie, gdzie rosyjski był jedynym językiem wykładowym powyżej poziomu podstawowego. Promowano również osiedlanie się Rosjan na terenie innych republik związkowych, zaś przedstawicieli mniejszości – w Rosyjskiej FSRR, m.in. za pomocą systemu stypendiów. Józef Stalin osobiście określał naród rosyjski jako siłę przewodnią ZSRR.

## Rusyfikacja we współczesnej Rosji
Mimo że obecnie władze rosyjskie nie prowadzą w sposób celowy polityki rusyfikacji, proces ten, m.in. poprzez media, następuje, zwłaszcza w odniesieniu do mniejszości, które od Rosjan odróżniają głównie kwestie językowe, nie zaś kulturowe. Jakkolwiek kulturowo odmienne, bo wyznające islam mniejszości np. czeczeńska czy tatarska skutecznie opierają się rusyfikacji i ich liczebność wzrasta, to np. liczba związanych z prawosławiem ugrofińskich Mordwinów spadła z 1154 tys. w 1989 r. (i 1192 tys. w 1979) do niespełna 800 tys. (w 2010 r.). Podobnie liczba osób deklarujących narodowość maryjską zmniejszyła się z 671 tys. w 1989 r. do nieco ponad 550 tys. w 2010 r., zaś turkojęzycznych Czuwaszów – z 1.842 tys. w 1989 r. do 1.450 tys. w 2010. Najbardziej na rusyfikację narażone są mniejszości liczące relatywnie niewielu członków, np. Wepsowie, których liczba spadła z ponad 12 tys. w 1989 r. do niespełna 6 tys. w 2010 (a jeszcze w 1926 r. było ich prawie 33 tys.) czy wymierający już Iżorowie, których populacja w 2010 r. liczyła zaledwie 266 osób, wobec 820 w 1989 r. i ponad 16 tys. w 1926 r.

## Rusyfikacja na ziemiach polskich
Samowola wielkiego księcia Konstantego oraz łamanie Konstytucji Królestwa Polskiego przyczyniły się do powstawania tajnych związków, a potem do wybuchu powstania listopadowego (1830-1831). Gwałtowne zaostrzenie rusyfikacji nastąpiło po upadku wcześniej wspomnianego powstania co doprowadziło do zniesienia konstytucji z 1815 roku, która zapewniała Królestwu Polskiemu odrębność państwową. W 1833 roku wprowadzono stan wojenny. W 1841 wprowadzono rosyjski system monetarny. Ponowne zaostrzenie rusyfikacji nastąpiło po upadku powstania styczniowego: wprowadzono ciągły stan wojenny, zrusyfikowano administrację i szkolnictwo, zlikwidowano Kościół unicki, wysiedlano i wywłaszczano Polaków.
Bardziej radykalne metody rusyfikacyjne zastosowano na ziemiach I Rzeczypospolitej zajętych przez Imperium Rosyjskie podczas rozbiorów i wcielonych bezpośrednio do państwa rosyjskiego. Zamknięto Uniwersytet Wileński i Liceum Krzemienieckie, jako karę za udział jej studentów i uczonych w powstaniu listopadowym. Ukazem cara Mikołaja I w latach 1832–1834 z terenów Wołynia i Podola zostało wysiedlonych w głąb Rosji kilkanaście tysięcy polskich rodzin.

## Rusyfikacja na Ukrainie
W wyniku trwającej od 2014 wojny rosyjsko-ukraińskiej, a szczególnie od czasu rozpoczętej w 2022 pełnoskalową inwazji Rosji przeciwko Ukrainie, część terytorium ukraińskiego znalazła się pod okupacją Federacji Rosyjskiej. Według ukraińskich partyzantów na zajętych terenach Rosjanie podejmują liczne działania wymierzone w ludność ukraińską, np. tworzą instytucje ukierunkowane na propagowanie wstępowania do armii, podnoszą wiek rekrutów z 27 na 30 lat, kierują dzieci na obozy rusyfikacyjne na terytorium Rosji, tworzą materiały pokazujące alternatywną wersję historii regionu, a także podejmują działania, które wymuszają na Ukraińcach przyjmowanie rosyjskiego obywatelstwa, np. pod groźbą utraty nieruchomości. Z kolei sprawa deportacji ukraińskich dzieci na terytorium rosyjskie stała się przedmiotem zainteresowania ze strony Międzynarodowego Trybunału Karnego. W rezultacie w marcu 2023 MTK wydał nakaz aresztowania Władimira Putina oraz Marii Lwowej-Biełowej.